# Cemitério de Nunhead
O cemitério de Nunhead (em inglês:  Nunhead Cemetery) é um dos Sete Magníficos cemitérios de Londres, Inglaterra. É talvez o menos famoso e celebrado dos sete.